# Lócs
Lócs è un comune dell'Ungheria di 123 abitanti (dati 2001). È situato nella contea di Vas.